# Dry Drowning
Dry Drowning è una visual novel di tema thriller psicologico con elementi investigativi ambientato nel futuristico e distopico universo di Nova Polemos. Il videogioco fa vivere in prima persona l'avventura nei panni di Mordred Foley, un detective privato tormentato da un oscuro passato, impegnato a risolvere una serie di orribili omicidi ispirati dalla mitologia greca. Una storia drammatica, ben caratterizzata grazie alla possibilità di effettuare delle scelte morali che influenzeranno sull'esito finale di Dry Drowning.
Il titolo è stato sviluppato in Italia da Studio V e VLG Publishing. I publisher sono VLG Publishing, Leonardo Interactive e WhisperGames. Il gioco è disponibile su PC attraverso le piattaforme digitali di Steam e GOG, la versione per Nintendo Switch è inoltre disponibile dal 22 febbraio 2021.

## Trama
Il gioco è ambientato nell'immaginaria cittadina di Nova Polemos (una sorta di moderna "poleis" sita nell'Europa del nord) nell'anno 2066: il detective Mordred Foley, coadiuvato dalla sua compagna Hera Kairis, è caduto in disgrazia a causa di un processo in cui ha fatto condannare alla sedia elettrica due persone, risultate successivamente estranee ai fatti. Nonostante l'accusa di aver falsificato le prove al fine di incastrare due innocenti, Foley viene ingaggiato da Richard Baker, leader delle Bande Nere - partito xenofobo dato per vincente alle imminenti elezioni - per occuparsi della morte della sua amante Alicia, di cui è accusato.
A rendere ancora più complessa la tragica vicenda è che ad accusare Baker c'è una testimone oculare, Abigail, migliore amica della vittima nonché cognata del politico poiché sorella di sua moglie Anne. Il modo in cui Alicia è stata uccisa è del tutto peculiare: il killer, nel tentativo di emulare il mito di Apollo e Dafne, l'ha legata a un albero, le ha reciso chirurgicamente gli occhi e li ha inseriti nella sua bocca, che ha poi cucito. Questo sarà solo il primo di una serie di efferati omicidi ispirati alla mitologia greca che il detective Foley dovrà cercare di risolvere.

## Accoglienza
| Testata                          | Versione | Giudizio |
| -------------------------------- | -------- | -------- |
| Metacritic (media al 09-06-2021) | PC       | 68/100   |
| Metacritic (media al 09-06-2021) | NS       | 80/100   |
| Tom's Hardware (ITA)             | PC       | 8/10     |
| Multiplayer.it                   | PC       | 7.5/10   |
| StopGame                         | PC       | [ 6 ]    |
| Eurogamer (ITA)                  | PC       | 8/10     |
| SpazioGames.it                   | PC       | 8.5/10   |

Alessandro Palladino di Tom's Hardware ha assegnato al gioco un punteggio di 8 su 10, trovandolo un piccolo gioiello noir come difficilmente se ne vedevano. La storia aveva un ritmo ben cadenzato, con personaggi ben strutturati e abbastanza profondi. Per quanto al centro di tutto vi sia il racconto di un'indagine contro un serial killer, ricca di colpi di scena significativi, la vera forza del titolo risiedeva nel modo in cui riusciva a proporre efficacemente il tessuto sociale e civile di Nova Polemos, illustrando al giocatore l'utopia/distopia che poteva perfino cambiare con le sue scelte. Il recensore considerò che il risultato finale fosse decisamente apprezzabile e completamente in linea con i più grandi nomi del genere letterario a cui si accostava, finendo per elogiare l'utilizzo oculato dell'originale direzione artistica. Infine smorzava anche la staticità tipica delle visual novel grazie a graditi espedienti di gameplay, tenendo sempre altri sia l'attenzione che il coinvolgimento del giocatore sfruttando al meglio i minigiochi e gli enigmi logici. Nonostante qualche difetto minore, chiunque fosse amante dei gialli, non poteva farsi sfuggire un'esperienza unica come quella di Dry Drowning, soprattutto perché era possibile riviverla, differentemente, più e più volte.
Davide Spotti di Multiplayer.it gli diede un 7.5, affermando che l'opera prima di Studio V aveva restituito impressioni positive, proponendo efficacemente una ramificazione narrativa tutta improntata alla raccolta di prove e al progressivo smascheramento degli inganni con un ritmo efficace. L'esperienza ludica si traduceva in qualcosa di molto circoscritto, ma riusciva ad amalgamare i pochi ingredienti a disposizione in modo coeso e senza grosse sbavature.
Kirill Voloshin di StopGame lo valutò con 7, apprezzando l'avvincente storia oscura e la possibilità data al giocatore di poter influenzare la trama con le sue scelte, così come i molti personaggi ben scritti, l'atmosfera viscosa cyberpunk e del noir, le scoperte interessanti date dal gameplay e la storia messa in scena era sia "elegante" che "cinematografica" mentre non gradì il fatto che non tutte le decisioni avevano gravi conseguenza ed alcuni dialoghi non erano molti convincenti..
Più positivo fu Danilo Vena di Eurogamer che gli diede un 8, reputando Dry Drowning un interessantissimo prodotto che cercava d'innalzare la fama della scuola italiana videoludica, puntando sulle dinamiche narrative di maggior successo degli ultimi anni e rivisitandole, così da fornire un'esperienza nuova, ansiogena e claustrofobica. Concluse la recensione affermando "E osare è proprio ciò di cui ha bisogno la nostra industria per crescere".
Marino Puntorieri di SpazioGames.it valutò il titolo con un 8.5, trovando che riuscisse a far breccia nel cuore dei videogiocatori grazie ad una storia ricca di espedienti efficaci, merito anche di alcuni colpi di scena da dover sottolineare e la presenza dei finali multipli che ne impreziosivano la longevità senza minimamente abbassare l'asticella della qualità generale. Secondo Puntorieri il gioco era una graphic novel capace di far sentire il peso schiacciante delle scelte e far vacillare al netto delle responsabilità che ne conseguono, dalla più piccola alla più grande. Nonostante qualche piccolezza qua e là, ma rimaneva comunque una piccola perla tutta italiana da giocare e godersi su PC, in attesa della versione console.

### Riconoscimenti
Il gioco ha vinto i premi Best of EGS 2019 e Best of JOIN 2019, ha avuto una menzione d'onore al GAMEROME ed è stato nominato come "BEST DEBUT GAME" agli Italian Video Game Awards 2020.
È stato inoltre dichiarato Miglior Gioco di Join The Indie 2019.